# Ah, ah, ah
Ah, ah, ah es el segundo y último álbum de estudio de la banda de rock peruana Arena Hash, lanzado en 1990.
Originalmente salió en formato casete por la disquera Sono Sur, pero a pedido de los fans y la gran acogida de la banda sacaron una edición en disco compacto con una nueva portada por Discos Independientes.
Existe actualmente una edición en vinilo (2021) Editada por Disco Centro Records cuya presentación es de 4 colores: Splatter rojo con negro, Splatter blanco con rosado, Multicolor y vinilo negro todas incluyen inserto con fotos inéditas y letras de las canciones.

## Lista de canciones
| N.º | Título                           | Duración |  |
| 1.  | «Y es que sucede así»            | 3:44     |  |
| 2.  | «Materialismo sexual»            | 3:55     |  |
| 3.  | «El túnel del bus»               | 4:35     |  |
| 4.  | «El rey del ah, ah, ah»          | 3:51     |  |
| 5.  | «Bésame»                         | 3:41     |  |
| 6.  | «Quiero vivir tal vez sin amor»  | 3:06     |  |
| 7.  | «Murciélago Rodrigo»             | 3:20     |  |
| 8.  | «Volar, volar»                   | 3:11     |  |
| 9.  | «A ese Infierno no voy a volver» | 3:28     |  |
| 10. | «¿Cómo te va, mi amor?»          | 5:39     |  |

## Integrantes
- Pedro Suárez-Vértiz - Voz y guitarra
- Christian Meier - Teclado y coros
- Patricio Suárez-Vértiz - Bajo
- Arturo Pomar Jr. - Batería